# GoGo Sisters
Le GoGo Sisters, nome d’arte di Silvia Di Bella (Taranto, 2 novembre 1995) e Angela Cristiana Palazzo (Taranto, 7 maggio 1996), sono un duo di ballerine di locking italiano, quattro volte campionesse (nel 2008, 2009, 2010 e 2017) della tappa italiana della più prestigiosa competizione di street dance al mondo Juste Debout.

## Biografia
Partendo da una formazione classica, si approcciano nel 2006 al locking sotto la guida del maestro Swan, integrando gli studi con stage formativi tenuti dai lockers padri della disciplina e di fama internazionale Greg Campbellock Jr., Tony GoGo, Skeeter Rabbit, Yoshie, Junior Almeida, Firelock, Storm, P.Lock, Gemini e Kris. L’anno successivo formano il duo GoGo Sisters, con il quale diventeranno vincitrici per tre anni consecutivi (nel 2008, 2009 e 2010) del Juste Debout Italy, divenendo le prime ballerine italiane nella storia ad accedere, a soli dodici e tredici anni, ai quarti di finale dell'ultima tappa della prestigiosa competizione internazionale a Parigi. Attualmente tale risultato rappresenta il massimo avanzamento nella competizione raggiunto da un duo di ballerini italiani nella categoria locking.
Vincono nuovamente il Juste Debout Italy nel 2017, e raggiungono nuovamente la finale nel 2018 e nel 2019, rispettivamente in Italia e Germania.
Tra le altre competizioni, sono tre volte vincitrici (nel 2008, 2010 e 2019) dell'evento Give It Up e finaliste nel 2015 e nel 2016 dell'evento Street Fighters World Tour con la crew "Puglia Tribe", entrambi tenuti annualmente in occasione del più importante festival di street dance in Italia, e tra i tre più importanti del mondo, The Week.
Nel 2018 sono state scelte da Red Bull, insieme ad altri ballerini italiani, come volti ufficiali per l'evento Red Bull Dance Your Style in qualità di migliori ballerine di street dance in Italia, al quale hanno partecipato come protagoniste il 16 giugno 2018 a Milano.

## Apparizioni televisive
GoGo Silvia si è esibita il 19 maggio 2018, come ospite, durante il programma televisivo Amici condotto da Maria De Filippi, in onda su Canale 5, per presentare l’evento Red Bull Dance Your Style.
GoGo Cri ha partecipato nel 2009 come concorrente al programma Wannadance? in onda su Boing TV. Lo stesso anno si è esibita, come ospite, durante il programma Battle Dance 55, in onda su Rai 2.
Il 27 maggio 2018 si è esibita, come ospite, durante il programma televisivo Che tempo che fa condotto da Fabio Fazio, in onda su Rai 1, insieme al corpo di ballo del Teatro alla Scala di Milano per presentare, insieme a Roberto Bolle, l'evento OnDance – Accendiamo la danza, organizzato dall'étoile, insieme all’evento Red Bull Dance Your Style.
Entrambe sono state protagoniste del corpo di ballo della prima stagione della serie televisiva italiana Penny on M.A.R.S., andata in onda dal 7 al 25 maggio su Disney Channel, le cui riprese hanno avuto luogo all'interno del campus di design di Bovisa del Politecnico di Milano. Tale partecipazione ha coinvolto la sigla dell'intera prima stagione e l'episodio 11 "Fine di un'amicizia". GoGo Silvia è stata inoltre protagonista del corpo di ballo del video ufficiale di Timeless, brano interpretato dalla protagonista Penny Mendez durante la seconda stagione della serie.
Entrambe sono state protagoniste l'8 luglio 2018 dell'evento Red Bull Dance Your Style, in onda su Italia 1.

## Palmarès
| Anno | Competizione               | Luogo      | Categoria                                    | Risultato        |
| ---- | -------------------------- | ---------- | -------------------------------------------- | ---------------- |
| 2008 | Juste Debout Italy         | Jesolo     | Locking 2 vs. 2                              | 1º posto         |
| 2008 | Juste Debout France        | Parigi     | Locking 2 vs. 2                              | Quarti di finale |
| 2008 | The Week: Give It Up       | Rimini     | Locking 2 vs. 2                              | 1º posto         |
| 2009 | Juste Debout Italy         | Riccione   | Locking 2 vs. 2                              | 1º posto         |
| 2010 | Juste Debout Italy         | Firenze    | Locking 2 vs. 2                              | 1º posto         |
| 2010 | The Week: Give It Up       | Cesenatico | Locking 2 vs. 2                              | 1º posto         |
| 2012 | Juste Debout Italy         | Roma       | Locking 2 vs. 2                              | 2º posto         |
| 2015 | Street Fighters World Tour | Cesenatico | Stile misto crew vs. crew (Puglia Tribe)     | Finale           |
| 2016 | Street Fighters World Tour | Cesenatico | Stile misto crew vs. crew (Puglia Tribe)     | Finale           |
| 2017 | Juste Debout Italy         | Napoli     | Locking 2 vs. 2                              | 1º posto         |
| 2017 | Juste Debout France        | Parigi     | Locking 2 vs. 2                              | Ottavi di finale |
| 2017 | The Week: Give It Up       | Cesenatico | Locking 2 vs. 2                              | 2º posto         |
| 2018 | Keep On Dancing Italy      | Milano     | Locking 4 vs. 4 (Slap4Funk)                  | 1º posto         |
| 2018 | Keep On Dancing Europe     | Düsseldorf | Stile misto nazione vs. nazione (Team Italy) | Semifinale       |
| 2018 | Juste Debout Italy         | Bologna    | Locking 2 vs. 2                              | 2º posto         |
| 2018 | The Dance                  | Zurigo     | Stile misto nazione vs. nazione (Team Italy) | Finale           |
| 2019 | Juste Debout Germany       | Düsseldorf | Locking 2 vs. 2                              | 2º posto         |
| 2019 | The Week: Give It Up       | Cesenatico | Locking 2 vs. 2                              | 1º posto         |